# Serena ChaCha
Serena ChaCha, nombre artístico de Myron Arturo Morgan (La Chorrera, 17 de septiembre de 1990), es una artista drag y peluquera panameño-estadounidense, más conocida por aparecer en la quinta temporada de RuPaul's Drag Race y en la sexta temporada de RuPaul's Drag Race: All Stars, quedando en decimotercer lugar en ambas competiciones.

## Primeros años y educación
Morgan nació y se crio en La Chorrera, Panamá. Morgan se trasladó a Estados Unidos. Se licenció en Bellas Artes en la Universidad Estatal de Florida en 2012.

## Carrera
Morgan actuó por primera vez como drag en 2010.
En 2013, ChaCha fue anunciada como una de los 14 concursantes de la quinta temporada de RuPaul's Drag Race. Con 21 años, era la concursante más joven de la temporada. ChaCha quedó entre los dos últimos lugares en el primer episodio, eliminando a Penny Tration en un lip sync de "Party in the U.S.A." de Miley Cyrus; en el siguiente episodio, fue eliminada por Monica Beverly Hillz tras un lip sync con "Only Girl (In the World)" de Rihanna. Tras la aparición de ChaCha en el programa, lanzó un sencillo, "Cha Cha".
En 2021, ChaCha fue anunciada como una de las drag queens que volverían a competir en la sexta temporada de RuPaul's Drag Race: All Stars. ChaCha fue la reina con el puesto más bajo en volver para una temporada de All Stars. ChaCha fue eliminada en el primer episodio como resultado de una votación de grupo tras su actuación en el concurso de talentos. Se le ofreció la oportunidad de volver a la competición en el décimo episodio "Game within a Game", pero perdió en un lip sync contra Jiggly Caliente con "Free Your Mind" de En Vogue.
Fuera del drag, Morgan es propietaria de Serena ChaCha Wigs, una empresa de pelucas.

## Vida personal
Morgan reside actualmente en Tallahassee (Florida).